# Смирнов, Леонид Николаевич (архитектор)
Леони́д Никола́евич Смирно́в (род. 17 марта 1945 или 1945, Артёмовский, Свердловская область) — советский и российский архитектор, кандидат архитектуры, профессор Уральского государственного архитектурно-художественного университета. Член Союза архитекторов России с 1992 года, член правления Свердловского отделения Союза архитекторов России. Почётный работник высшего профессионального образования Российской Федерации, Заслуженный работник высшей школы Российской Федерации.

## Биография
Родился 17 марта 1945 года в Артёмовском. В 1964 году окончил Свердловский строительный техникум, в 1974 году — Свердловский архитектурный институт. В 1984 году окончил заочную аспирантуру Уральского ПромстройНИИпроекта.
В 1964 году начал работать мастером строительного участка треста «Уралэлектросетьстрой». В 1967—1968 годах работал инженером специального конструкторского бюро треста «Уралэнергострой», в 1974—1975 годах — архитектором ВНИПИэнергопрома.
С 1975 года работает в Свердловском архитектурном институте на должностях преподавателя, старшего преподавателя (с 1984 года), доцента (с 1995 года), профессора кафедры архитектурной физики (с 2007 года). В 1994—1997 годах там же работал деканом факультета повышения квалификации, в 1997—2000 годах — директором регионального центра повышения квалификации, в 2000—2009 годах — деканом Факультета очно-заочного обучения, в 2005—2018 годах — заведующим кафедрой Архитектурно-строительной экологии. В 2004 году защитил кандидатскую диссертацию по теме «Творчество архитектора В. Д. Соколова».
Основные научные интересы — история авангардной архитектуры в городах Среднего Урала периода 1920-х — 1930-х годов, дизайн интерьеров, проектирование световой среды зданий и световая архитектура.

## Основные работы
Леонид Николаевич является автором 74 научных работ, автором и соавтором более 70 проектов и интерьеров.
Среди основных работ выделяют следующие проекты:
- комплекс малоэтажных жилых зданий в Стерлитамаке;
- цеха химводоподготовки ТЭЦ Верх-Исетского завода;
- административно-бытовой корпус Лысьвенского металлургического завода;
- проекты комплексной реконструкции территорий с реконструкцией фасадов цехов Уралхиммаша, Уралмашзавода;
- Дом быта в Тарко-Сале;
- областной узел спецсвязи в Екатеринбурге;
- главные вестибюли торгового центра «Антей».

В 1999—2002 годах выступил соавтором проектов архитектурно-художественной подсветки зданий Горсовета, Екатеринбургского ТЮЗа, Уральского государственного университета, гостиницы «Центральная».

### Публикации
- Смирнов Л. Н. Художник своего времени // Наш Новый Град. — 2004. — № 3. Архивировано 23 апреля 2011 года.
- Свод памятников истории и культуры Свердловской области / отв. ред. В. Е. Звагельская. — Екатеринбург : Издательский дом «Сократ», 2008. — Т. 2. Свердловская область. — 648 с. — 7000 экз. — ISBN 978-5-88664-323-7. (автор статей)
- Смирнов Л. Н. Конструктивизм в памятниках архитектуры Свердловской области / науч. ред. А. А. Стариков, отв. ред. Е. В. Штубова. — Екатеринбург : Независимый институт истории материальной культуры, 2008. — 160 с. — (Стили в архитектуре Свердловской области). — 5000 экз. — ISBN 978-5-903527-04-5.
- Барабанов А. А., Смирнов Л. Н. Влияние творческого наследия К. Н. Леду на архитектурный облик отдельных зданий в Екатеринбурге // Академический вестник УралНИИпроект РААСН. — 2009. — № 2.
- Смирнов Л. Н. Истоки архитектурного авангарда на Урале. Уральская область (1923—1934 гг.) // Академический вестник УралНИИпроект РААСН. — 2010. — № 1.
- Смирнов Л. Н. Конструктивизм в архитектуре Урала. — Екатеринбург : Архитектон, 2011. — 56 с.
- Слукин В. М., Смирнов Л. Н. Проектирование световой среды интерьеров жилых и общественных зданий: Учебное-методическое пособие. — 3-е изд., перераб. и доп.. — Екатеринбург: Уральский государственный архитектурно-художественный университет, 2014. — 78 с. — ISBN 978-5-7408-0201-5.
- Слукин В. М., Смирнов Л. Н. Обеспечение нормированных условий естественного освещения жилых зданий в уплотнённой городской застройке // Академический вестник УралНИИпроект РААСН. — 2011. — № 4.
- Смирнов Л. Н. Петербургский след в архитектуре конструктивизма Екатеринбурга : монография. — Екатеринбург : Архитектон, 2015. — С. 87—91. — 148 с. — ISBN 978-5-7408-0225-1.
- Смирнов Л. Н, Бушмина А. В. Архитектура конструктивистских клубов Екатеринбурга 1920-1930-х годов // Академический вестник УралНИИпроект РААСН. — 2015. — № 1.
- Смирнов Л. Н. Авангардная архитектура Екатеринбурга и городов Урала в творчестве западносибирских зодчих — Екатеринбург: Архитектон, 2018. — 190 с. — 100 экз. — ISBN 978-5-7408-0230-1
- Смирнов Л. Н. Творчество московских архитекторов в Екатеринбурге и городах Среднего Урала в годы НЭПа и первых пятилеток — Екатеринбург: УрГАХУ, 2019. — 136 с. — 100 экз. — ISBN 978-5-7408-0261-9
- Энциклопедия Екатеринбурга : в 3 т. / Бурденков Е. А. Смирнов Л. Н., Воробьёв С. В. — Екатеринбург : ООО «Туристско-информационный центр Екатеринбурга», 2019. — Т. 3. кн. 1. 1917—1941 годы : Центр Уральской области. — 184 с. — 1150 экз. — ISBN не указан. (в соавторстве)

## Награды, звания и членство в организациях
- Юбилейная медаль «Двадцать лет Победы в Великой Отечественной войне 1941—1945 гг.» (1965)
- Член Союза архитекторов России (1992)
- Член правления Свердловского отделения Союза архитекторов России (1994—1998; 2003—2013)
- Делегат IV съезда архитекторов России (1996)
- Премия губернатора Свердловской области (2011)
- Почётная медаль Президиума Союза архитекторов России «За преданность содружеству Зодчих» (2005)
- Член советов по сохранению и экспертизе культурного наследия Министерства культуры Свердловской области
- Почётное звание УрГАХУ «Звезда университета» (2015)
- Лауреат Международного архитектурного конкурса «Зодчество» (2015) — премия «Серебряный знак» в составе коллектива авторов
- Почётная грамота Законодательного собрания Свердловской области (2017)